# Eucelatoria armigera
Eucelatoria armigera är en tvåvingeart som först beskrevs av Daniel William Coquillett 1889.  Eucelatoria armigera ingår i släktet Eucelatoria och familjen parasitflugor. Inga underarter finns listade i Catalogue of Life.